# R-Type
R-Type — компьютерная игра в жанре горизонтального космического скролл-шутера, разработанная компанией Irem в виде игрового автомата в 1987 году. Игра использовала аппаратуру Irem M72, построенную на основе процессора NEC V30 (x86-совместимый) на частоте 8 МГц, а также Z80 на частоте 3.5 МГц для управления звуком (YM2151). Разрешение экрана 384x256 точек, палитра 512 цветов.
Игра оказалась очень успешной, существенно повлияла на развитие жанра, получила ряд продолжений (в настоящее время выпущено 6 частей) и подражаний, была портирована на большинство домашних компьютеров и игровых консолей того времени — см. R-Type (серия игр).

## Версия ZX Spectrum
На ZX Spectrum была выпущена только первая часть серии (1988). На заставке игры указан год выпуска оригинальной версии — 1987. Игра работает на ZX Spectrum 48K, имеет подгружаемые уровни и звуковое оформление для бипера. Первый кассетный релиз игры содержал ошибку — вместо восьмого уровня был дважды записан седьмой, из за чего игра становилась непроходимой.
Существует другая самостоятельная игра того же разработчика, изначально разработанная в виде игрового автомата на той же аппаратуре — Dragon Breed, также портированная на ZX Spectrum. В России она иногда неофициально называлась R-Type 2.
В списке лучших игр YS Top 100, опубликованном в журнале Your Sinclair, игра заняла шестую позицию, в списке YS Readers Top 100 — третью.

## Оценки и мнения
| Сводный рейтинг    | Сводный рейтинг                                    |
| Агрегатор          | Оценка                                             |
| ------------------ | -------------------------------------------------- |
| GameRankings       | 76,24 %                                            |
| Иноязычные издания |                                                    |
| Издание            | Оценка                                             |
| VideoGame          | [ 3 ]                                              |
| Награды            |                                                    |
| Издание            | Награда                                            |
| Your Sinclair      | Лучшие игры всех времен для ZX Spectrum, 6-е место |
| Retro Gamer, 2008  | 8-е место в рейтинге Лучших игр ZX Spectrum        |